# Mena 2
La parada Mena 2 forma parte del Corredor Sur Occidental, en Quito, Ecuador.
Opera con distintas líneas la cual tiene un intervalo de cada 1 minuto. Con éstas se conectan hacia el norte y el sur. Esta estación transporta más de 2000 pasajeros al día, siendo esta una parada muy importante y todos los días siempre llena y servicial.
- Datos: Q6010129